# Christian Friedrich Wutstrack
Christian Friedrich Wutstrack (* etwa 1764 in Neu Klücken bei Arnswalde in der Neumark; † etwa 1809/13) war ein deutscher Pädagoge, Topograph und Schriftsteller.

## Leben
Wutstrack besuchte im Anschluss an die Elementarschule in Neu Klücken das Jageteufelsche Kolleg in Alt Stettin. Bei diesem Kolleg handelte es sich um  eine Höhere Lehranstalt für minderbemittelte Knaben, d. h. um eine Armenschule.  Er war  dort zwar  von Schul- und Wohngeldzahlungen befreit,  musste für seine  Beköstigung, Kleidung und  Bettwäsche sowie für seine Lehrmittel jedoch selber aufkommen. Im Winter 1779/1780 war er noch Schüler am Jageteufelschen Kolleg gewesen.
Seinen eigenen Angaben zufolge hatte er nie eine Universität besucht. Er dürfte nach dem Abitur jedoch ein Lehrerseminar besucht haben. Seine erste bedeutende Anstellung hatte er offenbar 1787 im Kadettenhaus von Stolp gefunden, wo er als Lehrer für Fremdsprachen tätig war und unter anderem Französisch-Unterricht erteilte.
Etwa seit 1788 hatte er damit begonnen, eine umfangreiche Büchersammlung aus allen Wissensgebieten anzulegen, um  in Stolp eine gemeinnützige öffentliche Bibliothek gründen zu können, die 1790 auch tatsächlich als öffentliche Anstalt in Betrieb ging. Er selbst war der Bibliothekar. Seine Hoffnung, die laufenden Betriebskosten der Bibliothek könnten durch Erhebung  eines Lesegelds gedeckt werden,  trog jedoch. Zwischen 1793 und 1794 löste er die Bibliothek wieder auf. Anfang Juni 1791 hatte er eine aus 2000 Bänden bestehende Büchersammlung versteigert, und zwar mit Hilfe eines Katalogs, der in den Städten Berlin, Frankfurt an der Oder, Stettin, Stargard i. Pom., Stolp,  Danzig, Kulm  und Königsberg käuflich erworben werden konnte.
Wutstrack  war in Stolp einem gesellschaftlichen Spannungsverhältnis ausgesetzt gewesen, das entstanden war, weil der gemeinnützige  Zweck seiner Bibliotheksstiftung angezweifelt wurde. Bis mindestens April 1795 wirkte er dort als Lehrer im Kadettenhaus. Um 1797 war er als Privatgelehrter in Königsberg tätig gewesen. Anschließend ging er nach  Bialystok in Neu-Ostpreußen, um dort  eine Stellung als Kammersekretär anzutreten. 1798 veröffentlichte er während dieser Zeit das Schauspiel in fünf Akten Der Heiratskontrast.
Wutstrack veröffentlichte 1793 ein über 800 Seiten starkes Buch über die Geschichte Pommerns, mit dem er gleichsam das 1779–1784 von Ludwig Wilhelm Brüggemann publizierte monumentale Werk über die Geschichte des Herzogtums Vor- und Hinterpommern unter Hinzunahme weiterer historischer Fakten zu einem Handbuch für den Hausgebrauch verdichtet hatte. 1795 folgte ein 440 Seiten starker Nachtrag zu diesem Werk.   Der Historiker Martin Wehrmann hob die Buchpublikationen Wutstracks zur Geschichte Pommerns in der Einleitung zu seinem eigenen Werk Geschichte von Pommern als „wichtig“ hervor. Sein besonderes Interesse an der Geschichte Pommerns erklärte Wutstrack damit, dass die Gegend in der Neumark,  in der er geboren worden war, früher einmal zu Pommern gehört habe und dass seine Vorfahren Pommern gewesen seien. In der Referenzliste zu seinem Hauptwerk von 1793 markierte  er diejenigen Historiker, die selber aus Pommern stammten, mit einem Stern.
Er übersetzte das Buch Geschichte der Miss Elise Warwick, Danzig 1792, aus dem Englischen.
Wutstrack war auch in Danzig als Privatgelehrter tätig gewesen. 1807 veröffentlichte er  eine Chronik der Stadt Danzig. Es scheint seine letzte Publikation gewesen zu sein, obwohl er im Zusammenhang mit der Publikation seines Lustspiels Heiratskontrast 1798 angekündigt hatte, weitere Schauspiele vorlegen zu wollen. Wutstracks Verstummen in der Öffentlichkeit koinzidiert zeitlich mit den Befreiungskriegen. Er war verheiratet und hatte 1793 bereits Kinder.

## Werke
- Kurze historisch-geographisch-statistische Beschreibung von dem  königlich-preussischen Herzogthume Vor- und Hinter-Pommern. Stettin 1793. (Google Books)
- Nachtrag zur Kurzen historisch-geographisch-statistischen Beschreibung von dem  königlich-preußischen Herzogtum Vor- und Hinterpommern. Stettin 1795 (Google Books, ohne gefaltete Seiten) (Rezension, S. 499–500).
- Der Heiratskontrast – ein Schauspiel in fünf Aufzügen. Leipzig 1798, 142 Seiten (Rezension, S. 107–109).
- Historisch-topographisch-statistische Nachrichten von der Königlich-Westpreußischen See- und Handelsstadt Danzig. Danzig 1807